# Charles La Trobe
Charles Joseph La Trobe (Londra, 20 marzo 1801 – Alfriston, 4 dicembre 1875) è stato un politico britannico, primo Governatore della colonia di Victoria in Australia.